# One Hour by the Concrete Lake
One Hour by the Concrete Lake är Pain of Salvations andra studioalbum. Det är ett konceptalbum som fokuserar på problemen med kärnkraft och avfall, omflyttning av inhemska folk, skjutvapenindustrin och mänskliga upptäckter. Albumet släpptes av Avalon Records i Japan i juli 1998, och släpptes 199 i Europa av InsideOut. Generellt sett har albumet ett mörkare och mer dämpat ljud än föregångaren Entropia, med en hård, industriell känsla på gitarrtonerna.
Daniel Gildenlöw har sagt, om än motvilligt, att albumet är det album han tycker minst om från Pain of Salvation.

## Låtlista
1. "Spirit of the Land" (Musik: D. Gildenlöw) – 0:43
Part of the Machine:
2. "Inside" (D.Gildenlöw/D.Magdic/K.Gildenlöw/F.Hermansson) – 6:12
3. "The Big Machine" (D.Gildenlöw/D.Magdic) – 4:21
4. "New Year’s Eve" (D.Gildenlöw) – 5:37
Spirit of Man:
5. "Handful of Nothing" (D.Gildenlöw) – 5:39
6. "Water" (D.Gildenlöw/D.Magdic) – 5:05
7. "Home" (D.Gildenlöw) – 5:44
Karachay:
8. "Black Hills" (D.Gildenlöw) – 6:32
9. "Pilgrim" (D.Gildenlöw) – 3:17
10. "Shore Serenity" (D.Gildenlöw) – 3:13
11. "Inside Out" (D.Gildenlöw/D.Magdic/F.Hermansson) – 6:37
Alla texter skrevs av Daniel Gildenlöw.

## Medverkande
Musiker (Pain of Salvation-medlemmar):
- Daniel Gildenlöw – sång, gitarr
- Fredrik Hermansson – keyboard, sampling
- Johan Hallgren – gitarr, sång
- Johan Langell – trummor, percussion, sång
- Kristoffer Gildenlöw – basgitarr, sång

Bidragande musiker:
- Katarina Åhlén – cello

Produktion:
- Pain of Salvation – producent, mastering
- Ander "Theo" Theander – producent, ljudtekniker
- Jonas Reingold – ljudtekniker
- Mats Olsson – mastering
- Frasse Franzen – foto
- Patrik Larsson/Peel Produktion – omslagskonst